# Гартфорд (Кембриджшир)
Гартфорд – селище у Кембриджширі, Англія, поблизу міста Гантінґдона. 
У селищі є англіканська церква Всіх Святих, зведена 1180 року.

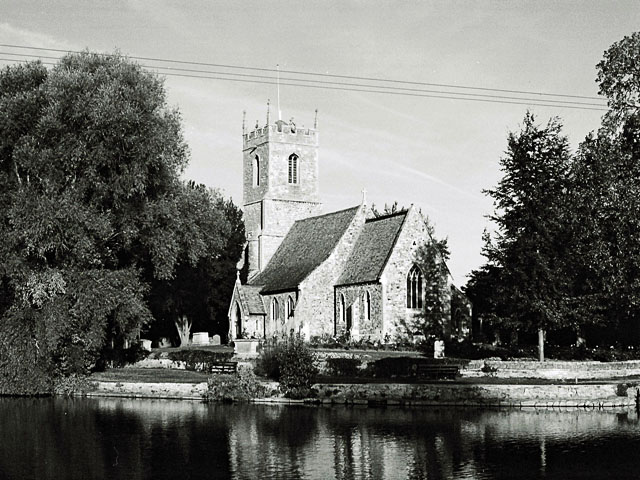
Церква Всіх Святих